# Esther Schop
Esther Schop (født 22. Januar 1990 i Alkmaar, Holland) er en hollandsk håndboldspiller, der spiller for Nantes Loire Atlantique Handball og Hollands håndboldlandshold.